# 코튼 (시리즈)
《코튼》(Cotton, コットン)은 일본의 게임 개발사 석세스가 제작하는 일련의 진행형 슈팅 게임 시리즈이다. 1991년 아케이드로 발매된 《코튼: 판타스틱 나이트 드림즈》을 시작으로 아케이드 및 가정용 콘솔로 개발됐다.

## 개요 및 역사
《코튼》 시리즈는 진행형 슈팅 게임 장르에 속하나 게임마다 횡스크롤, 정면 스크롤 등 고유의 진행 양식을 갖췄다. 주인공은 사탕 윌로를 광적으로 좋아하는 어린 마녀 '코튼'이며, 요정 실크와 동행한다.
2003년 파칭코 머신 및 플레이스테이션 2으로 제작된 파칭코 외전작 《매지컬 파칭코 코튼》을 마지막으로 제작이 중단됐으나, 이후 《거짓의 윤무곡》, 《트러블 위치스》, 《우미하라 카와세 프레시!》 등 석세스가 개발 및 배급한 게임에 주인공 코튼이 카메오로 등장했다. 2021년 30주년 기념으로 제작된 리메이크 작품 《코튼 리부트!》을 시작으로 제작이 재개됐다.

## 게임 목록
- 《코튼: 판타스틱 나이트 드림즈》 (1991)
- 《코튼 100%》 (1994)
- 《파노라마 코튼》 (1994)
- 《코튼 2: 매지컬 나이트 드림즈》 (1997)
  - 《코튼 부메랑》 (1998)
- 《레인보우 코튼》 (2000)
- 《매지컬 파칭코 코튼》 (2003)
- 《코튼 리부트!》 (2021)
- 《코튼 가디언 포스 새턴 트리뷰트》 (2021)
- 《코튼 로큰롤》 (2021)